# Handala

Handala, das palästinensische Trotzsymbol

Handala (arabisch حنظلة, DMG Ḥanẓala) auch Handhala, Hanzala oder Hanthala genannt, ist eine Cartoonfigur des palästinensischen Zeichners Nadschi al-Ali. Die Figur des kleinen Jungen wurde 1969 erstmals gezeichnet und erhielt ihre heutige Gestalt 1973. Handala gilt als Symbol palästinensischer Identität.

## Frühe Veröffentlichung
Handala erschien zum ersten Mal am 13. Juli 1969 in Al-Seyassah in Kuwait, und ab 1973 drehte er dem Betrachter zunächst den Rücken zu und verschränkte die Hände hinter dem Rücken.

## Symbolismus
Der Name kommt vom arabischen Wort für die giftige Pflanze Koloquinte (arabisch حنظل, DMG ḥanẓal), eine mehrjährige Pflanze aus der Levante, die bittere Früchte trägt, nach dem Schneiden nachwächst und tiefe Wurzeln hat.
Handalas Alter – zehn Jahre – entspricht dem Alter von Nadschi al-Ali im Jahr 1948, als er gezwungen wurde, Palästina zu verlassen und nicht erwachsen werden konnte, bis er in sein Heimatland zurückkehren konnte:
Al-Ali schrieb:

„Handala wurde mit zehn Jahren geboren und wird immer zehn Jahre alt bleiben. In diesem Alter verließ ich meine Heimat. Wenn Handala zurückkehrt, wird er immer noch zehn Jahre alt sein und dann anfangen, erwachsen zu werden.“

Al-Ali beschrieb Handala als „Symbol einer gerechten Sache“:

„Er war der Kompasspfeil, der stetig nach Palästina zeigte. Nicht nur Palästina im geografischen Sinne, sondern Palästina im humanitären Sinne – das Symbol einer gerechten Sache, ob sie nun in Ägypten, Vietnam oder Südafrika liegt.“

## Rezeption
In einem Artikel über antisemitische Symbole listete die Amadeu-Antonio-Stiftung die Handala-Figur auf: „So wird die israelische Fahne durch Handala in Brand gesetzt, werden Steine als Wurfgeschosse genutzt und Waffengewalt propagiert. Daneben existieren zahlreiche Handala-Zeichnungen, die eine klassische antisemitische Symbolsprache beinhalten, indem beispielsweise Jüdinnen:Juden mit überdimensionierten Hakennasen dargestellt werden oder ein Rekurs auf die antisemitische Ritualmordlegende erfolgt.“
Im Tagesspiegel schrieb Sebastian Leber: „In dessen Geschichten werden Israelis grundsätzlich mit Hakennase dargestellt. Sie begehen jüdische Ritualmorde, verführen arabische Frauen, können bloß durch Maschinengewehre gestoppt werden.“

## Weitere Verwendung
Al-Ali erklärte in einem Interview: „Handala, die ich geschaffen habe, wird nach meinem Tod nicht enden. Ich hoffe, es ist keine Übertreibung, wenn ich sage, dass ich auch nach meinem Tod in Handala weiterleben werde.“ Zu den aktuellen Verwendungen des Handala-Motivs gehören:
- Graffiti an zahlreichen Wänden, Gebäuden und Souvenirläden im gesamten Westjordanland (vor allem Graffiti-Kunst an der Westjordanlandmauer), im Gazastreifen und in anderen palästinensischen Flüchtlingslagern

- Ein Hauptsymbol der Boykott-, Desinvestitions- und Sanktionsbewegung
- Ein beliebtes Tattoo- und Schmuckmotiv
- In der israelischen Kunst, insbesondere neben der israelischen Figur Srulik[10]
- Ein israelfeindlichen Verein in Leipzig nannte sich „Handala e. V.“.  Er wurde vom sächsischen Landesamt für Verfassungsschutz (LfV) als extremistisch eingestuft.[11]
- Ein Schiff der sogenannten Gaza Freedom Flotilla hieß ebenfalls Handala.[12]

## Galerie

In der Nähe von Bethlehem
Handala und die Freiheitsstatue
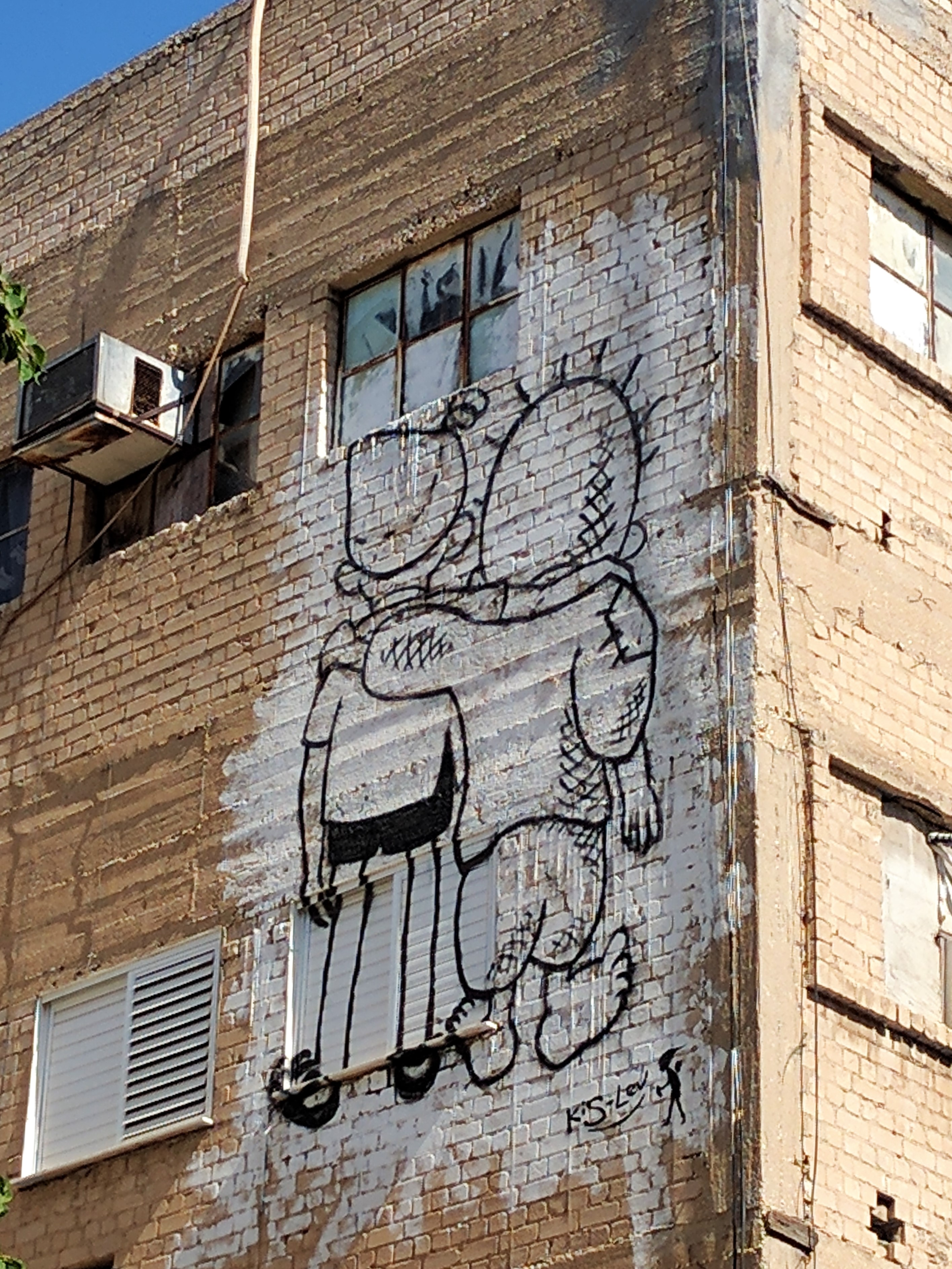
Das Peace Kids-Wandbild mit Srulik in Florentin, Tel Aviv
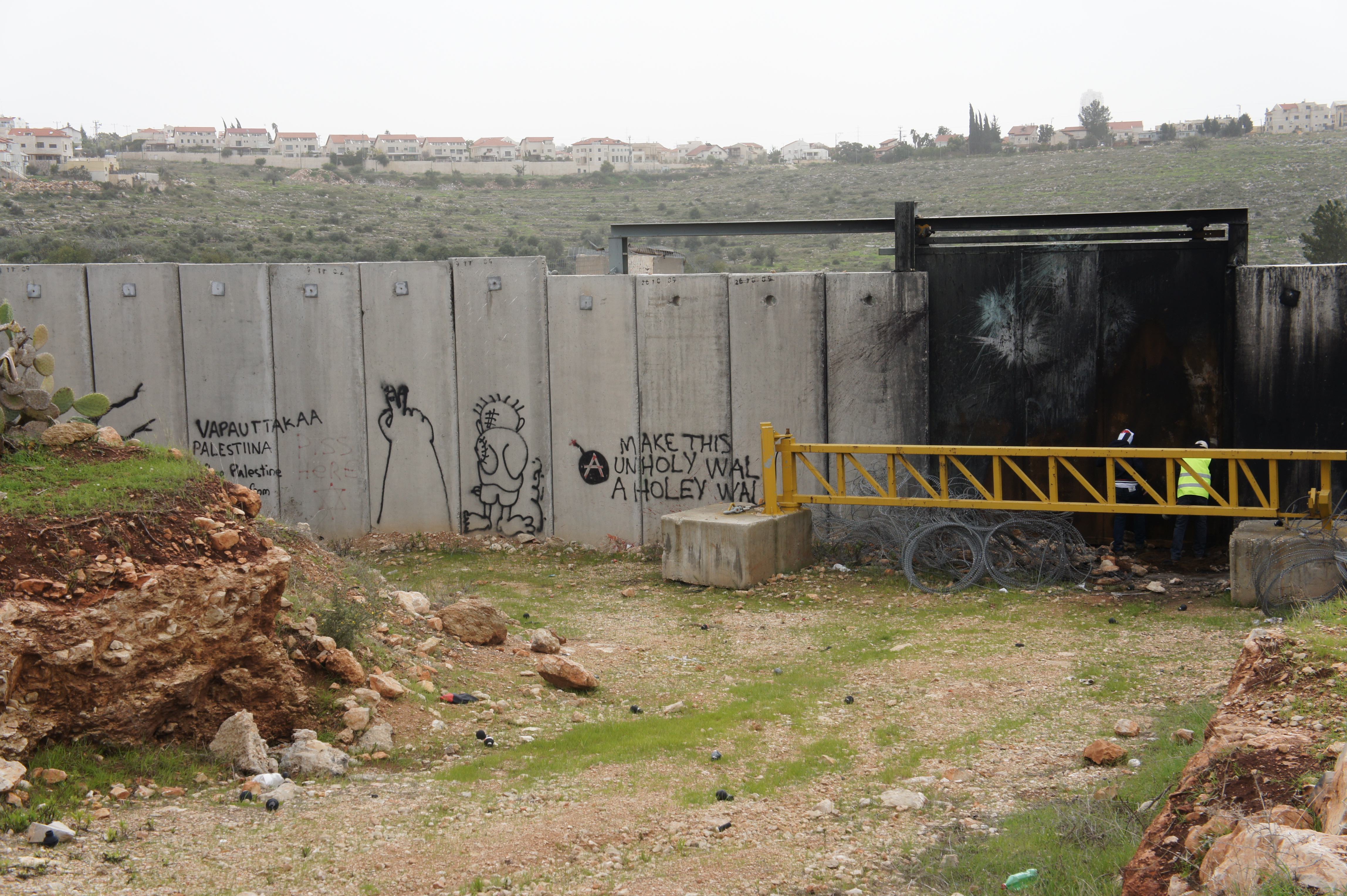
Eine Handala an der Mauer in Niilin, Westjordanland